# 全員出席!笑うんだってば
『全員出席!笑うんだってば』（ぜんいんしゅっせき わらうんだってば）は、1989年10月28日から同年12月23日まで日本テレビ系列局ほかで放送されていた日本テレビ製作の公開バラエティ番組である。放送時間は毎週土曜 19:00 - 20:00 （日本標準時）。
東京に進出したばかりのダウンタウンが初めてゴールデンタイムで司会を務めた番組である。

## 出演者
- ダウンタウン（松本人志、浜田雅功）
- B21スペシャル（ヒロミ、デビット伊東、ミスターちん）
- ピンクの電話（竹内都子、清水よし子）
- SET隊（岸谷五朗、寺脇康文、山田幸伸）
- 佐野量子
- 稲川淳二
- 原田和美
- 森次晃嗣
- デーモン小暮 - ナレーター、アイキャッチ、テーマ曲を担当。

## 主なコーナー
地球戦士フリルマン
番組前半のヒーローものコント。詳細は当該項目を参照。
人間クレーンゲーム
参加者一家の父親がクレーンのアームとなって商品を取りに行くゲーム。幼少の頃のえなりかずきも一家で出場したことがある。
黄金の七人
「地球戦士フリルマン」の後継となるコント。ダウンタウン、B21スペシャル、ピンクの電話が扮する七人の盗賊団が主役で、SET隊が守るお宝を手に入れるためセットに組まれた罠をクリアしていくゲーム要素があった。毎回、七人の衣装が変わるのも特徴。

## オープニング
オープニングでは聖飢魔IIの「JOKER 〜非力河童人間〜」（エンディングテーマ「BAD AGAIN 〜美しき反逆〜」のc/w曲）が掛かる中、吉田戦車のイラストを用いたアニメーションが流れていた。オープニングアニメの終了後にはスタジオからの映像となり、ダウンタウンの紹介で出演者たちが1組1人ずつ登場。その際に出演者たちは、オープニングアニメに登場した吉田戦車デザインのキャラクターのぬいぐるみを持ちながら踊っていた。
このオープニングアニメは、番組終了前の時期には廃止されていた。

## エンディング
エンディングでは聖飢魔IIの「BAD AGAIN 〜美しき反逆〜」が掛かる中、デーモン小暮が流れる星をバックにその回の内容を解説していた。

## スタッフ
- 音楽：聖飢魔II
- キャラクター：吉田戦車
- アニメーション：木下蓮三
- 構成：すずまさ、伊藤雅司、成田はじめ、下等ひろき、三谷幸喜、河崎健男、武田康一郎、阿部一也、赤松裕介、早川健一、中野俊成、橋本尚子、大工富明、鈴木勝秀、伊藤正宏、豊田俊一、長谷川勝士
- 殺陣：村上潤
- ステージング：ラッキィ池田
- 制作進行：影沼沢聖紀、増田君儀、鈴木隆之、伊藤真介、橋本麻美
- ディレクター：鈴木幸也、山口晃弘、川端基浩、小澤太郎
- 演出：梅原幹、武田幹治、舟沢謙二、中嶋勉、須沼望
- プロデューサー：園田広美、勝田哲夫
- 制作：高橋進、高橋靖二
- 制作協力：THE WORKS
- 制作著作：日本テレビ

## エピソード
- 初回収録中、浜田が体調不良により倒れ、後日再収録が行われた。
- 生クリームを使ったスタジオコントの収録中、足を滑らせたミスターちんが頭を切ってしまうアクシデントがあったが、ヒロミとデビット伊東のアドリブにより、血を見せずに無事収録を終えた。
- 当時SET隊のメンバーだった岸谷五朗や寺脇康文は「フリルマン」のコントで「サルマタ星人」（全身タイツ&サルマタ姿の宇宙人）を演じていた。
- 脚本家の三谷幸喜が番組構成に参加していた。
- 当時は裏番組であった『まんが日本昔ばなし』『クイズダービー』（共にTBS）、『悪魔くん』『おぼっちゃまくん』（共にテレビ朝日）、『所さんのただものではない!』『ドラゴンクエスト』（共にフジテレビ）といったアニメやバラエティ、クイズがゴールデン帯への放送に視聴していた事もあった。当初は1990年3月まで放送が継続される予定であったが、視聴率の低迷に却下した事により、予定通り同年12月で放送を終了した。しかしPTAからの苦情では「裏で放送した「悪魔くん」や「おぼっちゃまくん」「所さんのただものではない!」「ドラゴンクエスト」「まんが日本昔ばなし」「クイズダービー」を視聴したのはズレていました。今までにないアニメ・クイズ・バラエティの3本柱が支流というのが噂だといいので、視聴率を低迷したのは無理だと思っています。その過程で、テレビを見ながらお子さんたちもズルいという困難な模様があり、「全員出席!笑うんだってば」が同年12月を以って事実上の打ち切りを検討する事にしました。そのため、「悪魔くん」「おぼっちゃまくん」「所さんのただものではない!」「ドラゴンクエスト」「まんが日本昔ばなし」「クイズダービー」といったこの6番組をぜひ残しておきたいという関係者の事情を説明したいというので、今後は1990年1月以降もしばらく継続しておきます」とこれを述べている。
- ラサール石井が著書で「番組一回目で打ち切りが決定された。」と書いている。そしてその視聴率の低調ぶりから、松本人志は後に「視聴者は全員欠席」などと述懐している[1]。
- 本番組終了の1か月後、再びダウンタウン、B21スペシャル、ピンクの電話、SET隊のレギュラー陣が集結し、1990年1月27日に同じ日本テレビの単発番組枠『60分放し飼い』（毎週土曜日深夜1:05 -　2:00）にて『TVばかぼん ～ズームイン朝まで待てない!』が放送された。この番組では『笑うんだってば』を追悼する企画も行われた[2]。なお、この『TVばかぼん』は同じメンバーで1990年2月24日に第2弾が放送された[3]。